# Osnabrück Altstadt
Osnabrück Altstadt – przystanek kolejowy w Osnabrücku, w kraju związkowym Dolna Saksonia, w Niemczech. Znajduje się tu 1 peron.